# Greczula
Greczula (uttalas gre:sulla), folkbokförd Kristofer Niklas Greczula, född 27 februari 1992 i Lösens församling i Blekinge län, är en svensk artist. Han tävlade i Melodifestivalen 2025 där han slutade på en tredje plats. 

## Biografi
Kristofer Greczula föddes i Blekinge men växte upp i Falkenberg. Som vuxen bosatte han sig i Stockholm. Greczula är ett ungerskt namn. Farfadern flydde till Sverige 1956 och artistnamnet är även en hyllning till honom.
I unga år hade Greczula tankar på att bli professionell bordtennisspelare. Han har bland annat ett SM-guld i singel för 12-åringar och ett lagguld för 13-åringar i bordtennis. Med tiden beslutade han sig för att satsa allt på musiken och sökte till Idol 2008 i Göteborg. Där tog han sig till slutaudition i Stockholm men missade med knapp marginal att ta sig till final. Vid tiden var han sångare i hårdrocksbandet Damn Delicious.
I början av solokarriären använde han namnet Kristofer Greczula, men 2024 blev det enbart Greczula. Han har släppt flera singlar, bland annat ”You're Not Alone” (2017) för organisationen Aldrig Ensam. Debutalbumet ”Live and Let Live” gavs ut 2022. På albumet förekommer bland annat en engelsk tolkning av Björn Skifs låt ”Håll mitt hjärta”. Under 2022 åkte han även på turné i Sverige, från Malmö i söder till Luleå i norr, samt medverkade i Allsång på Skansen.
Greczula tävlade i Melodifestivalen 2025 med bidraget "Believe Me", skrivet tillsammans med Amanda Nordelius och John Russell. Han gick vidare direkt till final från sin deltävling och i finalen kom bidraget på en tredje plats.

## Diskografi

### Album
- 2022 – Live and Let Live (Playground Music Scandinavia AB).

### Singlar
- 2017 – You're Not Alone (Rehn Music Group).
- 2021 – Leaving You for Another (Playground Music Scandinavia AB).
- 2021 – Change It (Playground Music Scandinavia AB), tillsammans med David Bay.
- 2021 – Change It - David Bay Remix (Playground Music Scandinavia AB), tillsammans med David Bay.
- 2021 – Hold My Heart (Playground Music Scandinavia AB).
- 2022 – Something Outta Nothing (Blah Blah Blah) (Playground Music Scandinavia AB).
- 2022 – Hold Out (Playground Music Scandinavia AB).
- 2022 – Stronger (Playground Music Scandinavia AB).
- 2023 – Stronger - Stripped version (Playground Music Scandinavia AB).